# Чубата Дарія Дмитрівна
Дарія Дмитрівна Кащишин (нар. 27 липня 1940, м. Тернопіль, Україна), у шлюбі Чубата — українська лікарка, громадська діячка, письменниця. Членкиня НСЖУ (2003). Депутатка Тернопільської обласної ради (1998—2002, 2002—2006). Відмінник охорони здоров'я УРСР (1980). Дружина Олега Чубатого.

## Життєпис

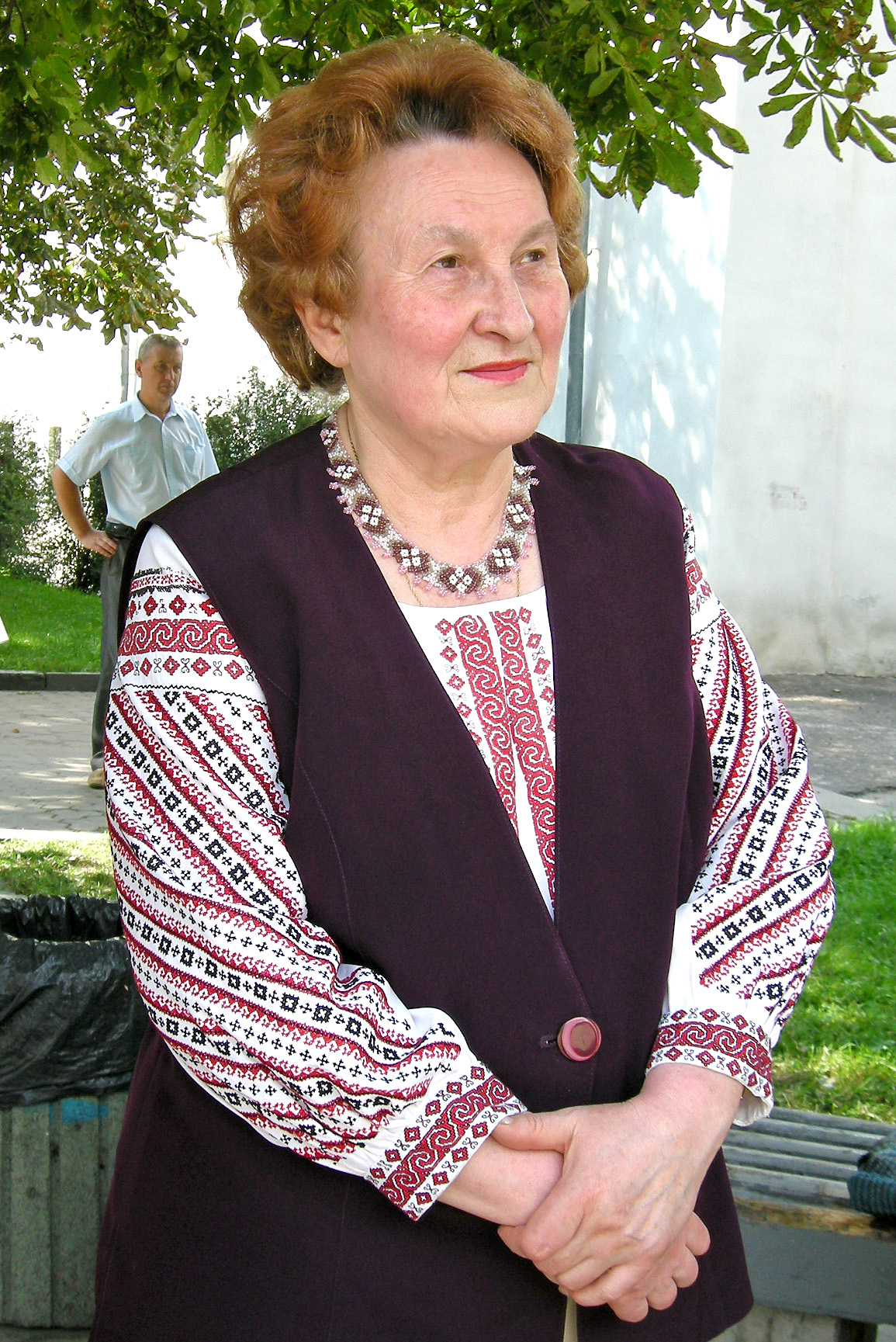
Дарія Чубата на урочинах з нагоди річниці народження Івана Франка (27.08.2007)

Закінчила Тернопільський медичний інститут (1965, нині університет). Працювала дільничним терапевтом у смт Заложці (нині Залізці Зборівського району, 1965—1967), завідувачка лікарських здоровпунктів «Електроарматура», «Швейна фабрика», у 1-й міській лікарні, завідувачка підліткового кабінету (1967—1975), від 1975 — заступниця головного лікаря, 1996 донині — реабілітолог 2-ї міської клінічної лікарні (всі — м. Тернопіль).
Очолювала школи передового досвіду лікарів підліткових кабінетів області (1968—1995), заступниця головних лікарів області з питань експертизи тимчасової втрати працездатності. Позаштатна заступниця завідувача Тернопільським міським відділом охорони здоров'я (1977—1989).
Викладачка терапії та організації охорони здоров'я Тернопільського медичного інституту (1986—1990).

### Громадська діяльність
- Співзасниця відродження УЛТ Тернопільщини (1990).
- Учасниця багатьох конгресів Світового, Європейського, Всеукраїнського лікарських товариств. Організаторка медичних конференцій; незмінний голова первинного осередку ТУМ у 2-й лікарні (1989).
- Голова міського об'єднання товариства «Просвіта» (1997).
- Організаторка і голова обласної Асоціації жінок, учасниця міжнародного конгресу «Жінки на порозі 21 ст.» (1998), член обласної Координаційної жіночої ради при Тернопільській ОДА.
- Співзасниця Клубу української греко-католицької інтелігенції в м. Тернопіль.
- Член редакційної колегії ТЕС, співпрацювала з редакцією журналу «Рада».
- Член товариства «Лемківщина» (2000).
- Член правління «Асоціації випускників Тернопільського державного медичного університету імені І. Горбачевського».[1]

Сценаристка, режисерка-постановниця, ведуча літературно-мистецьких просвітницьких заходів, телерадіопрограм (переможець Всеукраїнського радіоконкурсу «Українська мадонна — 2002 р.»), ведуча медичних сторінок у газетах «Тернопіль вечірній», «Подільське слово». Учасниця І Всеукраїнського з'їзду КУН (1993), I і ІІІ з'їздів УРП (1990, 1992), Всеукраїнського форуму антикомуністичного антиімперського фронту (1993), І з'їзду партії «Наша Україна» (2005).

## Доробок
Авторка книг, публіцистичних статей у пресі, регіонального збірника «Тернопілля», авторка і співавторка понад 50 науково-практичних праць. На вірші Дарії Чубатої написали музику пісень композитори Микола Болотний, Іван Виспінський, Ігор Вовчак, Василь Дунець, Юрій Кіцила, Зіновія Присухіна та інші; окремі поезії Микола Кривецький переклав мовою есперанто.
Книги
- «Триєдність» (1999),
- «Трилисник» (2001),
- «Веселі каруселі» (2001),
- «Три дороги» (2003),
- «Перелуння» (2006);
- «Мелодійні грона» (2011),
- «Просвітянські будні і свята» (2012),
- «Українську святиню — українському народові» (2012, як один із редакторів матеріалів міжнародних наукових конференцій разом з А. Гудимою).

## Нагороди
- Орден «За заслуги 3-го ступеня» (2005).
- Орден князя Ярослава Мудрого 5-го ступеня (2009).[2]
- Занесена у «Золоту книгу України» (2003).
- «Галицький лицар» і «Людина року» в номінаціях «Громадський діяч 2002».
- «Лікар 2005 р.» (м. Тернопіль).
- Тернопільська обласна премія імені Ярослава Стецька (2016),
- Подяки Президента (1999), Кабінету Міністрів України, ієрарха Тернопільсько-Зборівської єпархії УГКЦ (обидві — 2002) та інші дипломи, відзнаки, почесні грамоти і медалі.